# Chiesa della Misericordia (Vicenza)
L'ospedale della Misericordia fu uno dei più antichi ospedali della città di Vicenza e, per alcuni secoli, il principale orfanotrofio della città. Degli edifici, situati nell'omonima contrada in borgo Pusterla, rimane ora solo la chiesa della Misericordia, dal 2010 officiata dalla parrocchia serbo ortodossa di San Luca, mentre quelli adibiti a orfanotrofio sono stati completamente demoliti o ristrutturati a uso civile.

## Storia dell'ospedale e dell'orfanotrofio

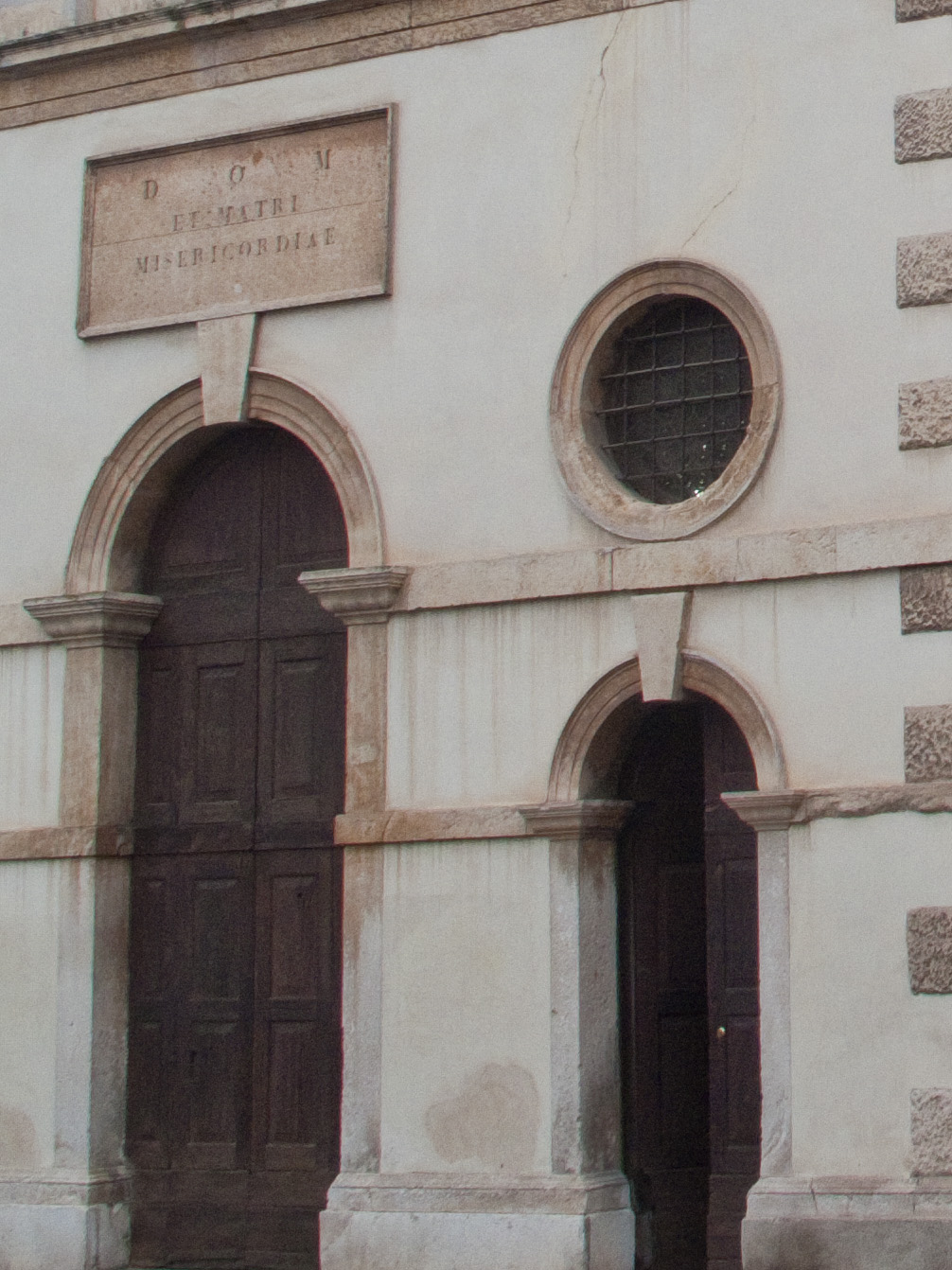
Ospedale della Misericordia - portale della chiesa

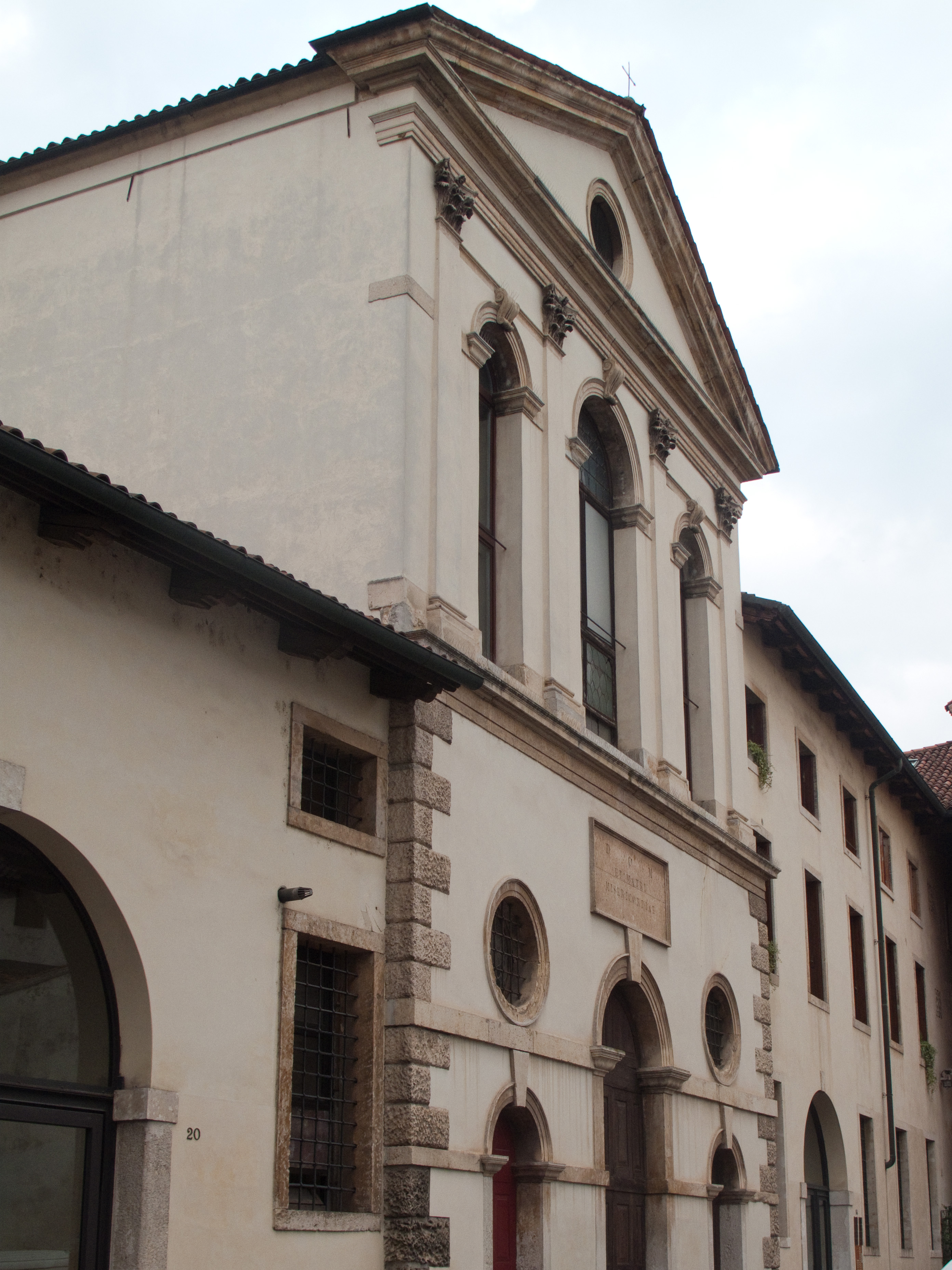
Ospedale della Misericordia - facciata

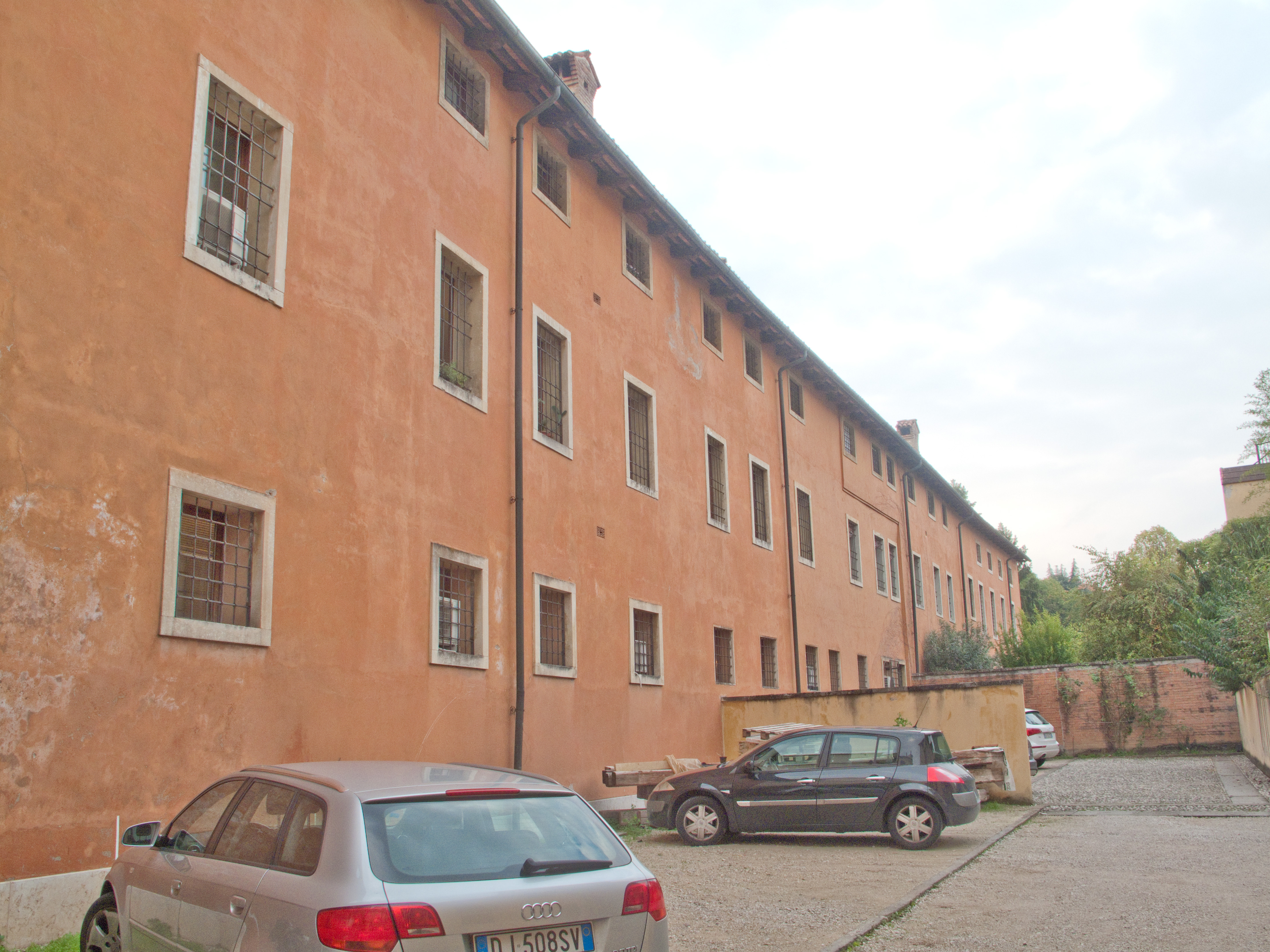
Ospedale della Misericordia - fianco est

Lo scrittore vicentino Gaetano Maccà, nella sua opera storiografica sulla città e il territorio, cita l'esistenza a Vicenza, in borgo Pusterla - sull'area in seguito occupata dalla scuola elementare Da Porto in piazza Marconi - di un ospedale di Santa Maria della Misericordia fin dal 1309, un "ospitale et albergo di poveri peregrini, infermi, donzelle, vedove et miserabili persone." Gravemente danneggiato durante l'assedio scaligero di Vicenza nel 1338 e successivamente ricostruito tra il 1414 e il 1430 grazie a un ricco lascito testamentario, esso era gestito dalla fraglia della Beata Vergine, San Marco e San Bartolomeo, cioè una delle numerose confraternite di Battuti che univano alle pratiche penitenziali e devozionali un servizio di assistenza negli ospedali della città e del territorio.
Dopo il loro ingresso in Vicenza nel 1434, l'ospedale fu abitato dai gesuati, una libera compagnia di laici che, un secolo più tardi, fu obbligata a costituirsi in ordine religioso con il titolo di "frati gesuati di san Gerolamo"; verso la fine del Quattrocento, però, l'ospedale si trovava in stato di grave abbandono. Sullo stabile misero gli occhi le benedettine di Santa Caterina per costruirvi un monastero che, in effetti, ricevuta l'approvazione papale, nel 1491 era già stato costruito. Forte fu l'opposizione della confraternita dell'ospedale che, dopo una lunga vertenza, nel 1502 ottenne la restituzione dell'immobile ma, due mesi più tardi, lo vendette alle clarisse osservanti, che in zona stavano costruendo la chiesa e il convento di San Francesco.
I gesuati intanto avevano costruito un proprio oratorio e convento sull'area dove in seguito sorsero la Chiesa di San Marco in San Girolamo e l'attiguo istituto della Beata Vergine delle Dame Inglesi. Fu proprio in questo oratorio che il 23 novembre 1494, in seguito a una predicazione tenuta da Bernardino da Feltre in favore dei poveri e dei mendicanti della città, si costituì la Compagnia segreta di San Girolamo, detta anche Oratorio del Divino Amore, alla quale aderirono molti aristocratici della città e la stessa confraternita della Beata Vergine, San Marco e San Bartolomeo, promotrice dell'antico ospedale della Misericordia.
All'inizio del XVI secolo, con i proventi della vendita del vecchio ospedale, la Compagnia acquistò "una casa e orti adiacenti", di fronte alla chiesa dei gesuati e nel 1521 iniziò la costruzione di un nuovo e ben più grande ospedale.
Particolarmente preziosa, all'indomani delle drammatiche vicende della guerra della lega di Cambrai, fu l'opera del nuovo ospedale che accolse, anche per l'impulso di Gaetano Thiene che entrò a far parte della Compagnia nel 1519, numerosi ammalati di mal francese o sifilide - che venivano cacciati dagli altri ospedali per le loro piaghe infette e per il timore del contagio e venivano lasciati languire nelle strade e sotto i portici delle chiese - e i malati vittime delle periodiche epidemie che investivano la città.
In quegli anni le gravi carestie, le epidemie di tifo petecchiale e di peste trasformarono l'ospedale della Misericordia in un vero porto di mare, dove – accanto ai malati – trovavano rifugio anche numerosi mendicanti e soprattutto bambini e bambine rimasti orfani e abbandonati. Nel 1531 alcuni provvedimenti dell'amministrazione cittadina disposero che i "puti, infanti et orphani" di Vicenza e del territorio venissero registrati, mantenuti alla Misericordia e assegnati ad artigiani esterni perché imparassero un mestiere.
Così la Misericordia divenne principalmente un asilo per orfani - il primo orfanotrofio vicentino - e un ospizio per trovatelli, che si rivelò indispensabile negli anni delle grandi carestie. Pochi anni dopo, nel 1563, gli infermi vennero trasferiti nell'ospedale di Sant'Antonio, i trovatelli nell'ospedale di San Marcello, mentre per i mendicanti nel 1575 fu inaugurato, in borgo San Felice, l'ospedale di San Valentino. Questa complessa operazione fu gestita nella seconda metà del Cinquecento dalla Congregazione di Carità, sorta a Vicenza nell'ambito della Compagnia segreta di San Girolamo, rianimata dallo zelo del venerabile Antonio Pagani e assecondata con assiduo impegno dai nobili benefattori e protettori dei vari istituti cittadini.
La Misericordia - la cui direzione venne ora affidata ai padri Somaschi, istituiti da Gerolamo Miani ed entrati in Vicenza nel 1558, ma sotto il giuspatronato del Comune di Vicenza, che esercitava una notevole ingerenza nella gestione - restò riservata esclusivamente agli orfani, funzione che esercitò per secoli; i Somaschi prestarono servizio in varie strutture educative e assistenziali della città fino alla soppressione napoleonica delle corporazioni religiose nel 1810.
Nel 1812 all'orfanotrofio della Misericordia giunsero anche gli ultimi ragazzi ospiti del San Valentino, ormai chiuso, e alcuni decenni dopo, in seguito alla soppressione degli ospizi femminili del Soccorso Soccorsetto e delle Zitelle vi arrivarono pure le rispettive ospiti. L'eccessivo affollamento della Misericordia rese perciò necessaria una nuova sede per la sezione maschile dell'orfanotrofio che, dopo qualche anno trascorso nell'ex convento delle Cappuccine (dal 1861 al 1866) sotto la direzione dei padri Pavoniani, fu trasferita nell'attiguo ex convento di San Domenico.
Solo la sezione femminile rimase perciò nella sede storica della Misericordia, affidata a maestre ed educatrici laiche alle quali, nel 1894, subentrarono le Suore Maestre di Santa Dorotea, le quali ne raccolsero l'eredità e ne continuarono l'opera anche nella nuova sede costruita ex novo nel secondo dopoguerra sul monte Crocetta, fino alla chiusura definitiva dell'istituto, deliberata nel 1965-1966.

## La chiesa

### Storia della chiesa
In una cronica manoscritta, citata da Gaetano Maccà nella sua Storia del Monistero di San Francesco, all'anno 1521, si legge:
La chiesa - dedicata, come dice la grande lapide della facciata, "D.O.M. et Matri Misericordiae" - fu consacrata nell'aprile 1528; ciò appare dalla seguente iscrizione che si legge all'interno sulla parete sinistra del presbiterio:
Alla fine del Cinquecento la chiesa venne ulteriormente completata e restaurata, acquisendo l'aspetto odierno.
Passata in proprietà delle Istituzioni Pubbliche di Assistenza e Beneficenza (IPAB), dopo essere stata restaurata nel rispetto dei vincoli imposti dalla Soprintendenza dei beni ambientali, dal 2010 la chiesa è stata concessa in comodato d'uso per le funzioni liturgiche alla comunità serbo-ortodossa di Vicenza della parrocchia di San Luca, unica parrocchia di questa confessione religiosa nel Veneto.

### Descrizione

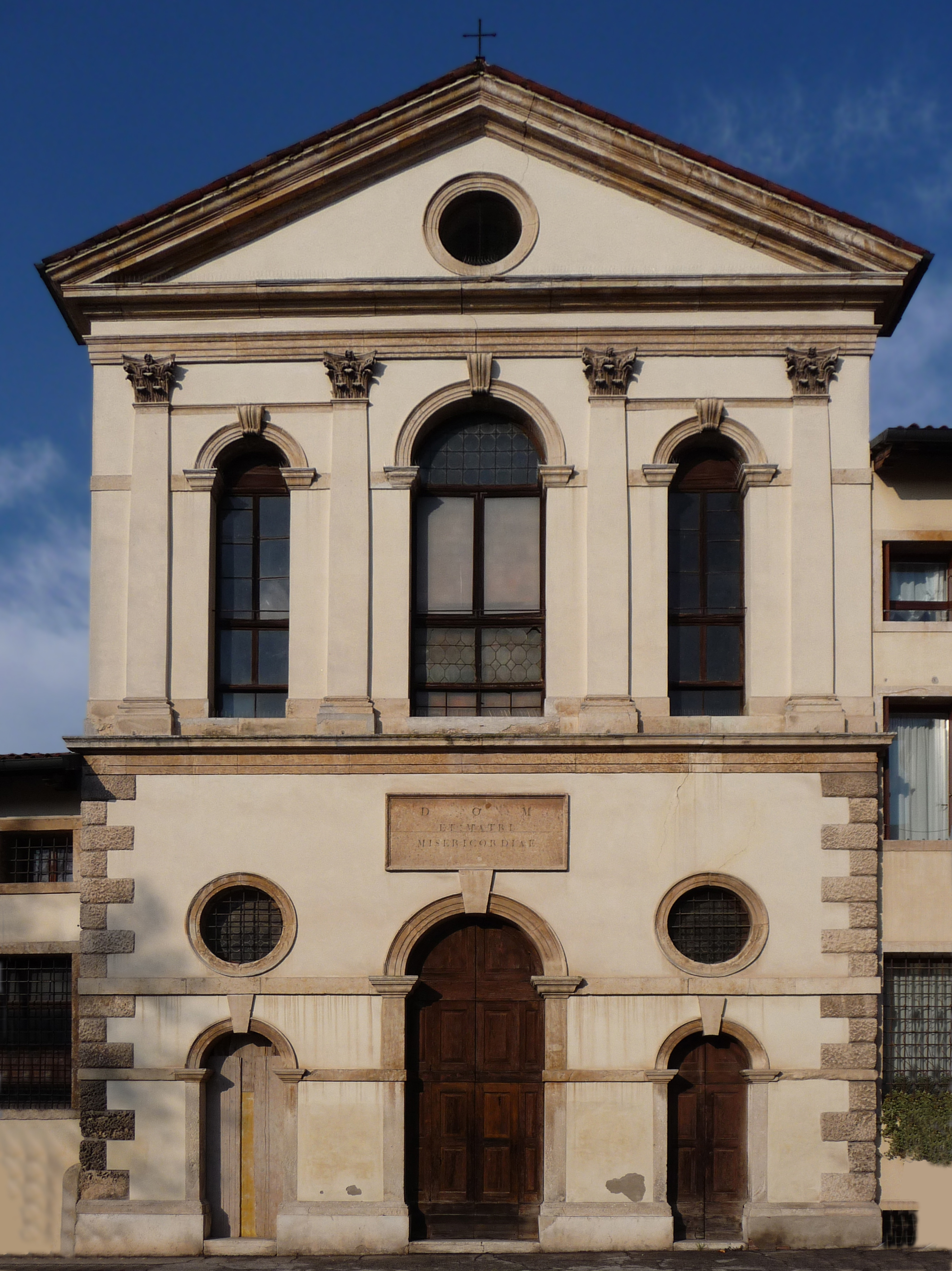
La facciata

La chiesa, cui è annesso un chiostro quasi coevo, ha una facciata di semplici, ma belle forme classiche; è ad unica navata con cinque altari e contiene alcuni pregevoli lavori di scultura e di pittura, fra cui una buona tela di Alessandro Maganza. Circa l'attribuzione del progetto della chiesa, tra le diverse ipotesi formulate (Palladio, Sanmicheli, Pizzocaro, Monticolo) la più convincente conduce a Vincenzo Scamozzi, attestata in particolare dalla somiglianza tra la facciata di questa chiesa e quella disegnata più tardi dallo stesso Scamozzi nel 1613-1614, e mai eseguita, per la chiesa di San Vincenzo.
L'elegante facciata, che anche Enea Arnaldi giudicava "non priva di merito attese le sue belle proporzioni", è suddivisa orizzontalmente in due piani da una semplice cornice: nel piano inferiore sono una porta maggiore affiancata da due minori, tutte centinate e con forte chiave d'arco: sulle porte minori stanno due oculi rotondi e sulla maggiore la tabella dedicatoria. Nel piano superiore quattro snelle lesene corinzie inquadrano tre alti fornici di cui il centrale maggiore dei laterali; conclude il tutto un frontone triangolare definito da energiche e tese modanature, con al centro del timpano altro oculo rotondo.
All'interno l'unica navata, coperta da slanciate volte a crociera e conclusa da abside pentagonale, è fiancheggiata dalle arcate di quattro cappelle; alla controfacciata è addossato un pontile, sostenuto da tre archi su colonne tuscaniche, che serviva agli ospiti dell'annesso orfanotrofio.
I cinque semplici altari riflettono la normale struttura tardo cinquecentesca locale; sotto il pontile, addossati alle pareti laterali, stanno i due monumenti tombali - opere venete seicentesche - di Achille Trissino e della moglie Maddalena Chiericati, munifici benefattori dell'orfanotrofio. Entro fastose cornici in pietra sono, in lastre di marmo nero, le iscrizioni dedicatorie; sopra, pure su di uno sfondo di marmo nero ed entro cornici, i busti dei defunti, realizzati da Matteo Garvo Allio.
Per quanto riguarda i dipinti, tra gli altri vi erano Santa Apollonia di Giovanni Antonio De Pieri, San Girolamo Emiliani a cui appare la Vergine di Francesco Moro, San Girolamo Emiliani con alcuni bambini davanti a Cristo e Maria di Alessandro Maganza. I dipinti sono stati sostituiti da una iconostasi quando la chiesa è divenuta di rito ortodosso.